# Icsigucsi Maszamicu
Icsigucsi Maszamicu (市口 政光; Hepburn: Ichiguchi Masamitsu; 1940. január 12. –) világ- és olimpiai bajnok japán birkózó. Az 1964. évi nyári olimpiai játékokon légsúlyban aranyérmet szerzett. Az 1962-es birkózó-világbajnokságon súlycsoportjában világbajnok lett.